# Gennes-Ivergny
Gennes-Ivergny is een gemeente in het Franse departement Pas-de-Calais (regio Hauts-de-France) en telt 126 inwoners (2005). De plaats maakt deel uit van het arrondissement Arras.

## Geografie
De oppervlakte van Gennes-Ivergny bedraagt 10,7 km², de bevolkingsdichtheid is 11,8 inwoners per km².
De onderstaande kaart toont de ligging van Gennes-Ivergny met de belangrijkste infrastructuur en aangrenzende gemeenten.

## Demografie
Onderstaande figuur toont het verloop van het inwonertal (bron: INSEE-tellingen).